# Ward Hunt
Ward Hunt (ur. 14 czerwca 1810 roku – zm. 24 marca 1886 roku) – amerykański prawnik. 
Prezydent Ulysses Grant wysunął jego kandydaturę do Sądu Najwyższego Stanów Zjednoczonych 11 grudnia 1872 roku. Uzyskała ona formalną akceptację Senatu Stanów Zjednoczonych 9 stycznia 1873. W Sądzie Najwyższym Stanów Zjednoczonych zasiadał przez ponad 9 lat do 27 stycznia 1882, gdy ustąpił.